# Chiesa di Santa Giovanna d'Arco (Saigon)
La chiesa di Santa Giovanna d'Arco (Nhà thờ Thánh Jeanne d'Arc in vietnamita; Église Sainte-Jeanne-d'Arc in francese) è una chiesa cattolica della città di Ho Chi Minh, già Saigon, in Vietnam. Dipende dall'arcidiocesi di Ho Chi Minh.

## Storia
La chiesa venne eretta in epoca coloniale, tra il 1921 e il 1928, sotto la direzione di padre Jean-Baptiste Huỳnh laddove sorgeva un cimitero cinese nel quartiere di Cholon.

## Descrizione
L'edificio, di stile neoromanico, presenta un grande campanile frontale fiancheggiato da due torrette più piccole. Queste sono sormontate da angeli alati che suonano la tromba rappresentanti gli angeli dell'Apocalisse.